# Indice climatique
L'indice climatique, en climatologie, est à la fois une mesure de base et une composition à partir de ces mesures qui doit être bien différenciée de l'indicateur climatique (le bioindicateur), valeur quantitative ou qualitative, donc parfois adimensionnelle, caractérisant l’état d’un système de façon indirecte (carottes glaciaires, état des coraux par exemple).

## Indices climatiques existants
L'indice de confort : en ergonomie se calcule l'indice climatique ou indice de confort à partir des mesures de la température, du vent et de l'humidité de l'air. C'est un indice mathématique les sensations physiques de confort ressenties par le corps.
Les six indices pour le climat :
- Le CEI (Climate extreme index) et le GCRI (Greenhouse gas climate response index) sont des index « multi-indices » des extrêmes climatiques, calculés à partir d’une somme pondérée de 5 indices ayant trait à la température et aux précipitations (Karl et al. 1996).
- le CSCI (Common Sense Climate Index) est le nombre d’écarts-types dont la température moyenne annuelle s’écarte de la climatologie, donc une indication de l’anomalie de la température annuelle (Hansen et al. 1998)
- le CSI (Climate Severity Index) est une composition d’indices décrivant les caractéristiques moyennes d’un climat, ses extrêmes, les événements à risque, ainsi que des facteurs humains (mobilité en fonction du climat, et impacts psychologiques du climat)[1].
- le GWP (Global warming potential) est un indice de réchauffement climatique calculé à partir de la durée de vie des GES et de leur forçage radiatif relatif (référence CO2). (Hansen et al. 1998)
- le NAO (North Atl. Osc. Index) et le SOI (Southern osc. Index) comparent la MSLP entre 2 endroits (les Açores et l’Islande dans le cas du NAO, et Tahiti et Darwin-Aus. dans le cas du SOI)
- le PDSI (Palmer Drought Severity Index) est un index de sécheresse qui considère la température, les précipitations, et les caractéristiques du sol[2].

## Indice climatique en France
METNEXT, filiale de Météo-France, de CDC Climat et de NYSE Euronext, calcule chaque jour plusieurs indices nationaux et régionaux à partir en particulier, des températures relevées par le réseau de mesures Météo France pour la France et par des stations référencées par l'OMM pour le reste de l'Europe.
METNEXT dispose d'indices climatiques sur 21 pays d'Europe, sur différents paramètres météorologiques.

## Indice de climat lumineux
L’indice de climat lumineux (ou IKR) désigne, tel que défini en 1979 par Becker est relatif à l’énergie lumineuse reçue par une station forestière, en pourcentage de l’énergie reçue par un plan de référence de même surface qui serait horizontal. Cet indice se base à la fois sur l’exposition (sud par exemple) et la pente (15% par exemple). Cette variable est importante pour le calcul de la potentialité forestière et pour la phytosociologie, car fortement liée à l'intensité et à la durée (si l'on n'est pas dans l'ombre portée d'un autre relief) de l’énergie solaire effective reçue par une unité de surface (Ripert & Vennetier, 2002). Plus une station forestière est exposée sud avec une pente forte, plus l’IKR est élevé (>1) et inversement, plus elle est exposée au nord et sur une pente forte plus son IKR sera faible (IKR entre 0 et 1). Un site horizontal ou exposée plein est ou plein ouest a un IKR égal à 1.